# Lucos Cozza
Lucos Cozza (Roma, 11 aprile 1921 – Roma, 27 giugno 2011) è stato un archeologo italiano.

## Biografia
Figlio del conte Lorenzo Cozza (scultore)  e e della ceramista Yris Randone, nonché nipote dell'archeologo Adolfo Cozza (Orvieto 1848 - Roma 1910), Lucos Cozza è stato un illustre archeologo e topografo italiano esperto delle antichità di Roma e, più genericamente, del paesaggio dell'Italia antica. Socio effettivo della Pontificia Accademia Romana di Archeologia, Honorary Fellow della British School at Rome, è stato decorato dal Capo dello Stato con la Medaglia d'argento ai benemeriti della cultura e dell'arte.  
Nel 1957, con Ferdinando Castagnoli, diede inizio gli scavi che portarono alla scoperta nel 1959 del santuario delle tredici are di Lavinium. Tra i suoi più importanti contributi alla disciplina archeologica, sono da annoverare la pubblicazione della Pianta marmorea severiana di Roma (La pianta marmorea di Roma antica. Forma Urbis Romae, a cura di, con G. Carettoni, A.M. Colini e G. Gatti, Roma, X Ripartizione del Comune di Roma, 1960) e il suo monumentale lavoro di studio, restauro e conservazione delle Mura aureliane della città, la struttura più colossale mai costruita nell'Italia antica; impresa su cui Lucos Cozza spese gran parte della sua vita di studio.  Dotato di un'innata abilità artistica, poté realizzare alcuni tra i più pregevoli disegni ricostruttivi di ville e monumenti antichi del XX secolo.   
Nella commemorazione per il quotidiano La Repubblica è stato ricordato dai suoi colleghi Filippo Coarelli, Antonio Giuliano, Adriano La Regina, Mario Torelli e Fausto Zevi come una "umanissima figura, a cui l'archeologia italiana deve scoperte ed opere tra le maggiori del nostro tempo".

## Pubblicazioni
- Grottarossa (vocabolo Monte delle Grotte). Cisterna ad ogiva in opera quadrata, NSc 8 s., 1, pp. 101-110, 1947
- Fontes ad topographiam veteris urbis Romae pertinentes, vol. 1, Liber IV: Muri portaeque aureliani (a cura di), Roma, Università di Roma, Istituto di topografia antica, 1952
- Roma (Via Anagnina, vocabolo “Centroni Grotte”). "Natatio" nell'antica villa detta "dei Centroni"', NSc 8 s., 6, pp. 257-283, 1952.
- L'angolo meridionale del Foro della Pace (con F. Castagnoli), BCom 76, pp. 119-142, 1956.
- Ricomposizione di alcuni rilievi di Villa Medici, BdA 4 s., 43, pp. 107-111, 1958
- Tivoli (Monte Ripoli). Sito dell'antica Aefula, RendLinc, 8 s., 13, pp. 248-250, 1958.
- Roma antica: guida visiva del centro monumentale, Roma, s.l. ed, 196?
- Roma com'era e come è: ricostruzioni del centro monumentale di Roma antica (con R.A. Staccioli), Roma, Vision
- La pianta marmorea di Roma antica. Forma Urbis Romae (a cura di, con G. Carettoni, A.M. Colini e G. Gatti), Roma, X Ripartizione del Comune di Roma, 1960
- Il nuovo Centro Esattoriale di Roma (a cura di), Roma, Editalia, 1961
- Il compitum del vicus Cornicularius, in Ludus Magnus (con A.M. Colini), Roma, Monte dei Paschi di Siena, pp. 147-150, 1962
- Epigrafi inedite, in Ludus Magnus (con A.M. Colini), Roma, Monte dei Paschi di Siena, pp. 151-154, 1962
- Ludus Magnus (con A.M. Colini), Roma, Monte dei Paschi di Siena, 1962
- EAA VI, s.v. Mura Aureliane, pp. 797-799, 1965
- A guide to the monumental centre of ancient Rome with reconstructions of the monuments (con R.A. Staccioli, traduzione di J.B. Ward Perkins), Roma, Vision, 1966
- La città di Castro, tutta da scavare (con O. Mazzucato), ArcheologiaRoma, 7, n. 47, pp. 386
- Monumenti all'inferno. Barbarano Romano, ArcheologiaRoma, 7, n. 47, pp. 358-359, 1968
- Pianta marmorea severiana: nuove ricomposizioni di frammenti, Studi di topografia romana, Quaderni dell'Istituto di topografia antica della Università di Roma 5, pp. 9-22, 1968
- Passeggiata sulle mura. Tratto da Porta San Sebastiano ai fornici della Cristoforo Colombo. 21 aprile 1970, Roma, Tipografia Operaia Romana, 1970
- Passeggiata sulle mura. Da Porta Latina a Porta San Sebastiano e Museo delle Mura, fino ai fornici della Cristoforo Colombo. 21 aprile 1971, Roma, Tipografia Operaia Romana, 1971
- Storia della carta archeologica d'Italia (1881-1897), in Carta archeologica d'Italia, 1881-1897: materiali per l'Etruria e la Sabina, Forma Italiae 2 s., Documenti 1, Firenze, Olschki, pp. 429-459, 1972
- Le carte archeologiche strumento indispensabile per la tutela storico-ambientale. Mostra allestita in occasione della Settimana dei Musei, Roma, Soprintendenza alle antichità dell'Etruria meridionale, 1974
- I recenti scavi delle Sette Sale, RendPontAc 47, pp. 79-101, 1974
- Il modello del Tempio di Alatri (con appendice di A. Zevi Gallina), BLazioMerid, 8, n. 2, pp. 117-136, 1975
- Una soluzione del tetto del tempio etrusco, RendPontAc 48, pp. 87-94, 1975
- Le tredici are, Roma, De Luca, pp. 89-174, 1976
- Il restauro delle mura, Roma Comune 1, supplemento al n. 6/7, pp. 1-4, 1977
- Centro circoscrizionale polivalente nel complesso della Fornace Veschi (con E. Tempesta, F. Finzi e G. Ruggieri), in La città dei fili: proposte di riuso degli spazi urbani, Ciampino, Ex cantina sociale, 1980
- Il parco archeologico dell'Appia Antica, in La Residenza imperiale di Massenzio: villa, circo e mausoleo. Contributo al parco archeologico della via Appia Antica, mostra documentaria, Roma, Palombi, pp. 11-12, 1980
- La Residenza imperiale di Massenzio: villa, circo e mausoleo. Contributo al parco archeologico della via Appia Antica, mostra documentaria (a cura di, con G. Pisani Sartorio, G. Ioppolo, R. De Angelis Bertolotti), Roma, Palombi, 1980
- Introduzione (con R. D'Erme), in Carta archeologica d'Italia (1881-1897): materiali per l'agro Falisco, Forma Italiae 2 s., Documenti 2, Firenze, Olschki, pp. vii-xiv, 1981
- La decorazione (con M. Cipollone), in Tempio di Adriano (a cura di), Roma, De Luca, pp. 16-27, 1982
- Notizie storiche. Le mura di Roma. Porta Metronia. Da Porta Metronia a Porta Latina', in Avanguardia Transavanguardia 68, 77, Mura Aureliane, maggio-luglio 1982 [brochure della mostra], Roma, Tipografia Operaia Romana, 1982
- Le scanalature delle colonne (con A. Claridge), in Tempio di Adriano, Roma, De Luca, pp. 27-32, 1982
- Tempio di Adriano (a cura di), Roma, De Luca, 1982
- Intervento archeologico all'arco di Settimio Severo (et Alii), in Roma Archeologia e Progetto, Roma, Multigrafica, pp. 52-54, 1983
- Le mura di Aureliano dai crolli nella Roma capitale ai restauri di un secolo dopo, in L'archeologia in Roma capitale tra sterro e scavo, Venezia, Marsilio, pp. 130-139, 1983
- Un nuovo ritratto di Cesare, AnalRom 12, pp. 64-69, 1983
- Le tegole di marmo del Pantheon, AnalRom, Supplementum 10, pp. 109-118, 1983
- Zona archeologica del Colle Oppio. Idee per il progetto di un parco (con K. de Fine Licht), in Roma archeologia e progetto, Roma, Multigrafica, p. 115, 1983
- Arco di Settimio Severo (con A. Claridge), in Roma archeologia nel centro 1, L'area archeologica centrale, Roma, De Luca, pp. 34-40, 1985
- Colle Oppio (con K. de Fine Licht, C. Panella e R. Motta), in Roma archeologia nel centro 2, La “città murata”, Roma, De Luca, pp. 467-486, 1985
- La grande pianta di Falerii esposta nel Museo di Villa Giulia, OpRom 15, pp. 17-46, 1985
- I resti archeologici visibili nel sottosuolo: necessità di conoscerli e registrarli', in Roma archeologia nel centro 2, La “città murata”, Roma, De Luca, pp. 308-312, 1985
- Su una pianta dell'area archeologica centrale di Roma (1870 ca.)', BSR 53, pp. 343-345, 1985
- Sulla pendenza del clivo Capitolino (con A. Claridge e  G. Ioppolo), in Roma archeologia nel centro 1, L'area archeologica centrale, Roma, De Luca, pp. 17-18, 1985
- Mura Aureliane, 1. Trastevere, il braccio settentrionale: dal Tevere a Porta Aurelia-S. Pancrazio', BCom 91, pp. 103-130, 1986
- Mura Aureliane, 2. Trastevere, il braccio meridionale: dal Tevere a Porta Aurelia-S. Pancrazio', BCom 92, pp. 137-174, 1987
- Osservazioni sulle mura aureliane a Roma, AnalRom 16, pp. 25-52, 1987
- Appunti per villa Esmeade', BStorArt 31, n. 1-4, pp. 47-52, 1988
- Carta storica archeologica monumentale e paesistica del suburbio e dell'agro romano (con E. Tempesta, X Ripartizione AA. BB. AA. Ufficio Carta dell'Agro), Roma, Comune di Roma, 1988
- Ferdinando Castagnoli, 1917-1988, BSR 57, pp. xi-xiv, 1989
- Guglielmo Gatti, Roma (29-9-1905/2-9-1981)', in Topografia ed edilizia di Roma antica: ristampa anastatica di tutti gli articoli di Guglielmo Gatti pubblicati dal 1934 al 1979, Roma, "L'Erma" di Bretschneider, pp. vii-x, 1989
- Roma. Le mura Aureliane dalla Porta Flaminia al Tevere, BSR 57, pp. 1-5, 1989
- Sul frammento 212 della Pianta marmorea, JRA 2, pp. 117-119, 1989
- Adonaea nella Pianta marmorea severiana, AnalRom 19, pp. 233-237, 1990
- Passeggiata sulle mura, Roma, Graf 3, 1990
- Sulla Porta Appia, JRA 3, pp. 169-171, 1990
- Trastevere. Viale Trastevere, Mura Aureliane, BA, 1-2, pp. 189-190
- Mura di Roma dalla Porta Flaminia alla Pinciana, AnalRom 20, pp. 93-138, 1992
- L'opera di Thomas Ashby e gli acquedotti di Roma' (con A. Claridge), in Il trionfo dell'acqua. Atti del convegno "Gli antichi acquedotti di Roma, problemi di conoscenza, conservazione e tutela", Roma, Comune di Roma, A.C.E.A., pp. 13-17, 1992
- Mura di Roma dalla Porta Pinciana alla Salaria, AnalRom 21, pp. 81-139, 1993
- Bibliografia topografica della colonizzazione greca in Italia e nelle isole tirreniche XII, s.v. Nepi, pp. 323-332, 1993
- Mura di Roma dalla Porta Salaria alla Nomentana, AnalRom 22, pp. 61-95, 1994
- Disegni per ... Pratica di Mare: un omaggio a Ferdinando Castagnoli (con C.F. Giuliani, a cura di A. Zarattini), Roma, Soprintendenza archeologica per il Lazio, 1995
- Arthur Dale Trendall (1909-1995), RendPontAc 70, pp. 321-322, 1997
- Mura di Roma dalla Porta Nomentana alla Tiburtina, AnalRom 25, pp. 7-113, 1997
- Riflessioni su Antonio Maria Colini e il suburbio di Roma, RendPontAc 70, pp. 263-265, 1997
- Arvid Andrén (1902-1999)', RendPontAc 71, pp. 349-352, 1998
- Lo stemma Cozza, in L'abate Giuseppe Cozza-Luzi archeologo, liturgista, filologo: atti della giornata di studio, Bolsena, 6 maggio 1995, Grottaferrata, Monastero Esarchico, pp. 1-3, 1998
- Guido Achille Mansuelli (1916-2001), (con G. Sassatelli e D. Scagliarini), RendPontAc 73, pp. 339-350, 2000
- Adolfo Cozza (con P. Tamburini e C. Benocci), Orvieto, Fondazione Cassa di Risparmio di Orvieto, Perugia, Quattroemme, 2002
- Navalia (con P.L. Tucci), ArchCl, n.s. 7, 57, pp. 175-202, 2006
- Mura di Roma dalla Porta Latina all'Appia, BSR 76, pp. 99-154, 2008
- La Porta Asinaria in un disegno del XVI secolo, RendPontAc 81, pp. 607-611, 2009